# Эннер, Жан-Жак
Жан-Жак Эннер (фр. Jean-Jacques Henner; 1829—1905) — французский живописец академического направления.

## Биография
Обучался в Страсбурге, позже в парижской Национальной высшей школе изящных искусств, ученик Мишеля Мартена Дроллинга и Франсуа Эдуара Пико.
В 1858 был удостоен Римской премии Французской академии в Риме, что позволило ему провести несколько лет в Италии (1859—1865), где на него оказало сильное влияние творчество Корреджо и Джорджоне.
Писал изящную обнажённую натуру и несколько идеализированные портреты молодых женщин, автор ряда картин на религиозную тему.
В Париже, в XVII округе, на ул. de Villiers, 43 работает национальный музей Жана-Жака Эннера, где экспонируются произведения мастера.

## Избранные работы
- Paul Henner à la médaille, 1865,
- La Chaste Suzanne, 1865,
- La Biblis changée en Source, 1867,
- La Femme au parapluie, 1874,
- Naïade, 1875,
- La Femme à la fontaine, 1880,
- Hérodiade, (esquisse), 1880,
- Une baigneuse, 1881,
- La Liseuse, 1883,
- Portrait de Madame Kessler, 1886,
- Fabiola,
- Madeleine pleurant,
- Portrait de Jules Janssen (1824—1907),
- Rêverie, (1904—1905),
- Portrait de Marie-Louise Pasteur.

Некоторые работы
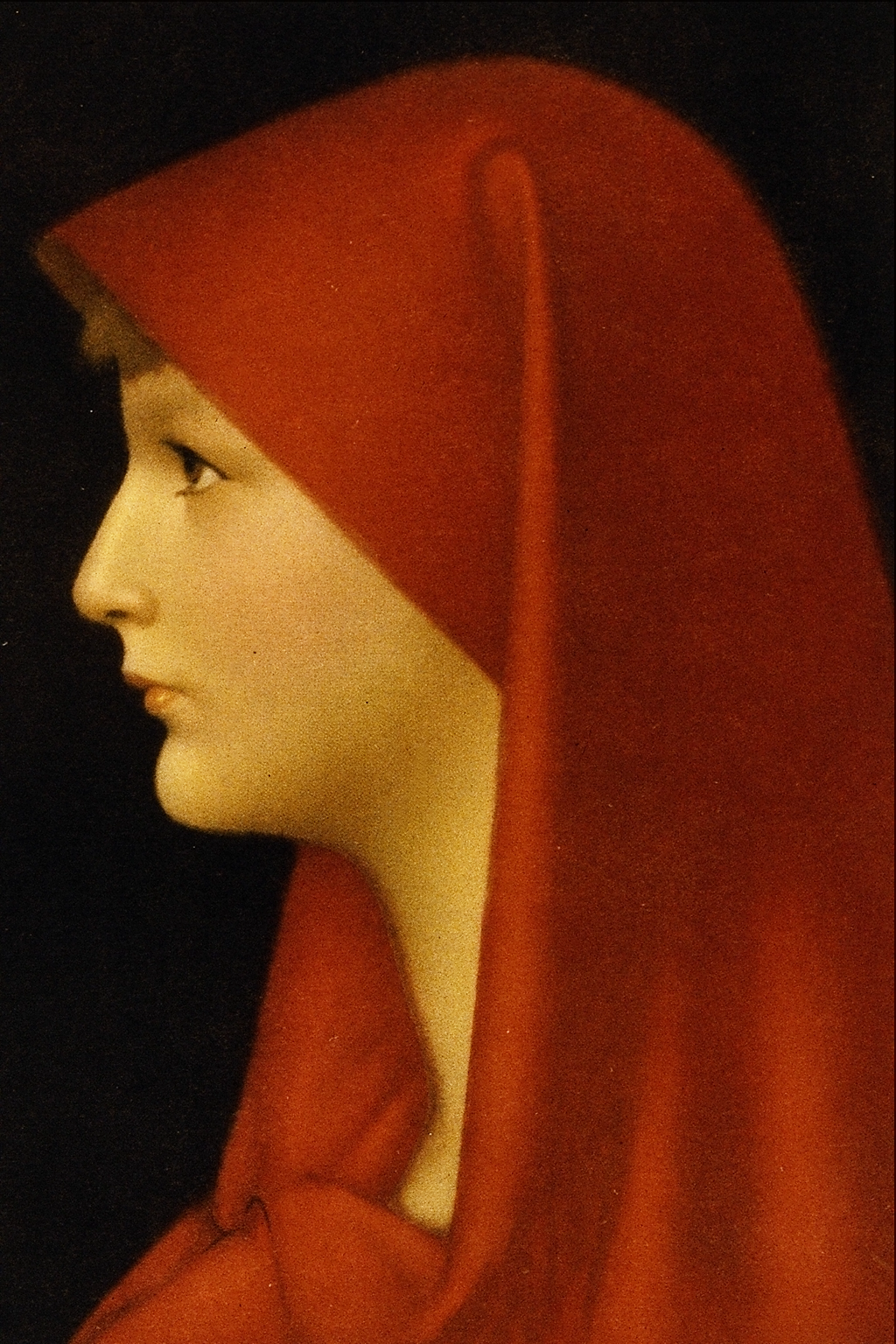
Fabiola
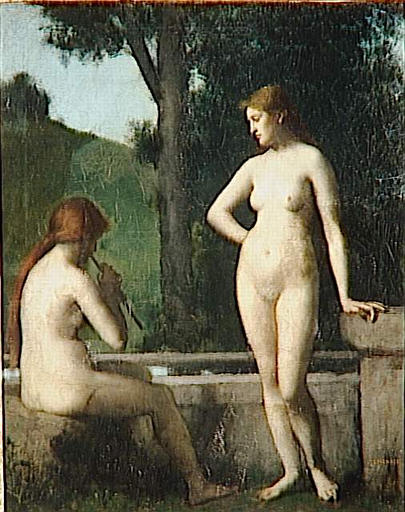
Идиллия
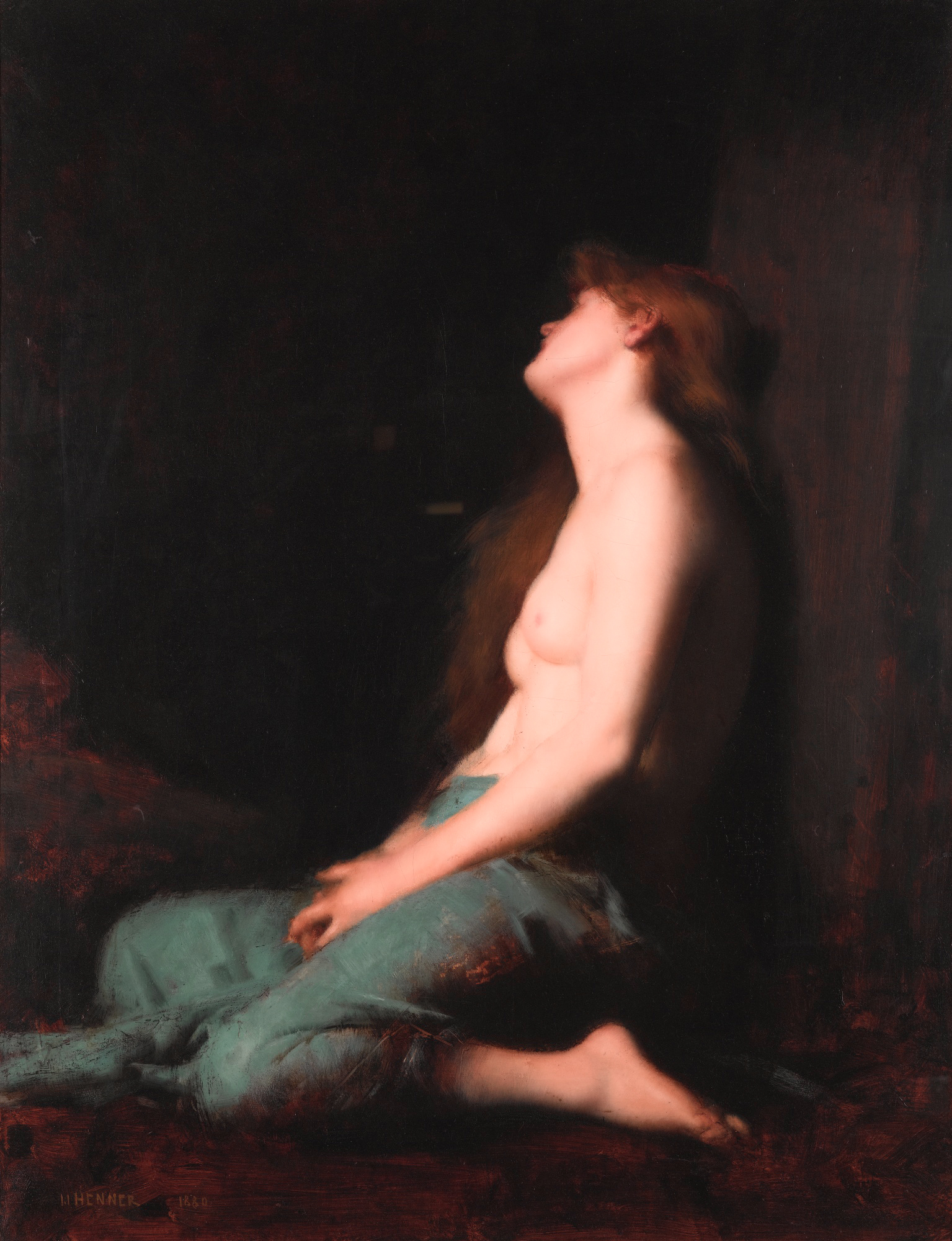
Кающаяся Магдалина
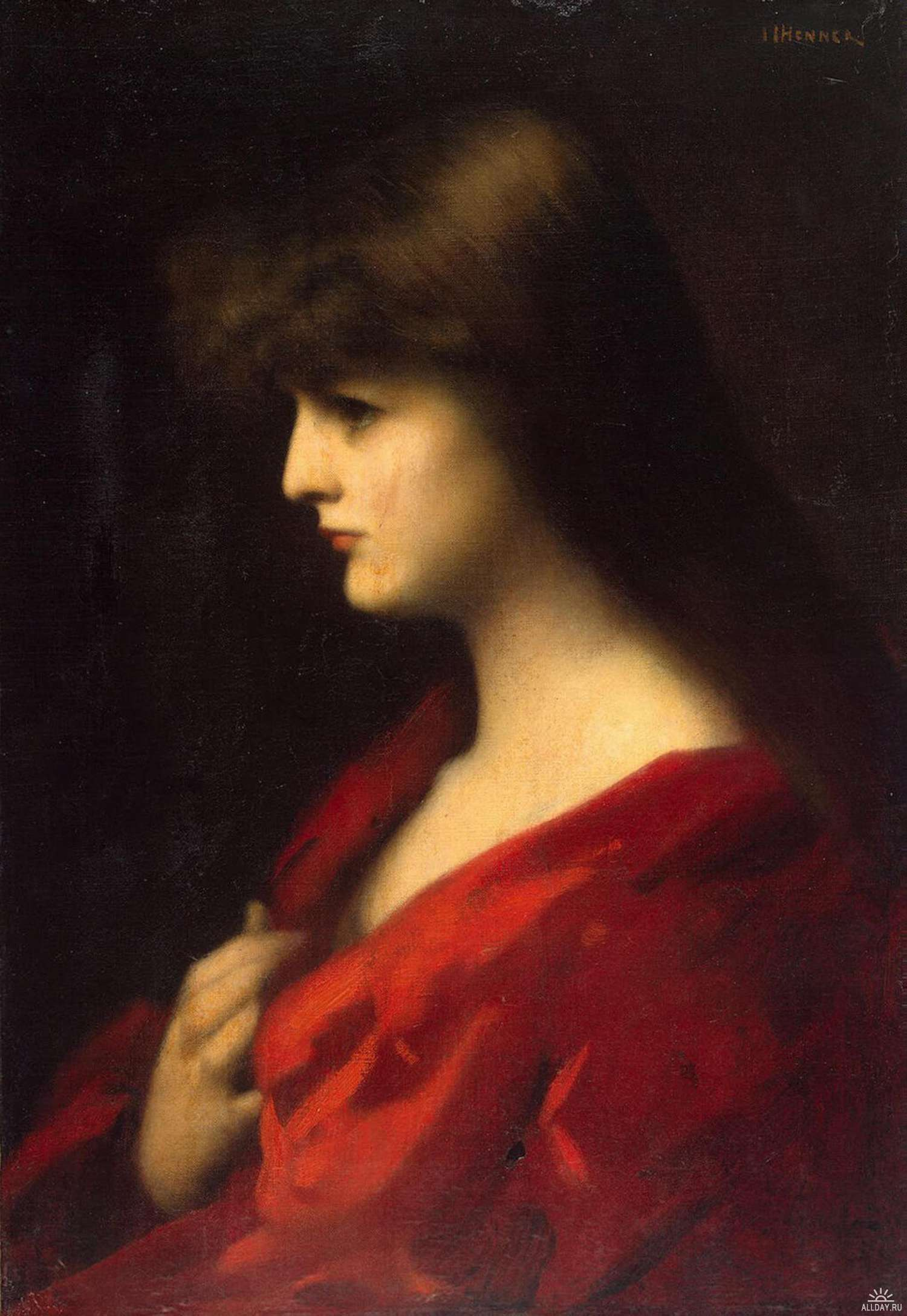
Женщина в красном